# Período cálido romano
El período cálido romano, u óptimo climático romano, es la denominación que recibe el periodo comprendido aproximadamente entre el 250 a. C. hasta el 400 d. C. en Europa y el Atlántico Norte favorecidos por un régimen climático cálido, húmedo y estable.
El término «período cálido romano» aparece por primera vez en una tesis doctoral de 1995 y fue popularizado gracias a un artículo publicado en Nature en 1999.

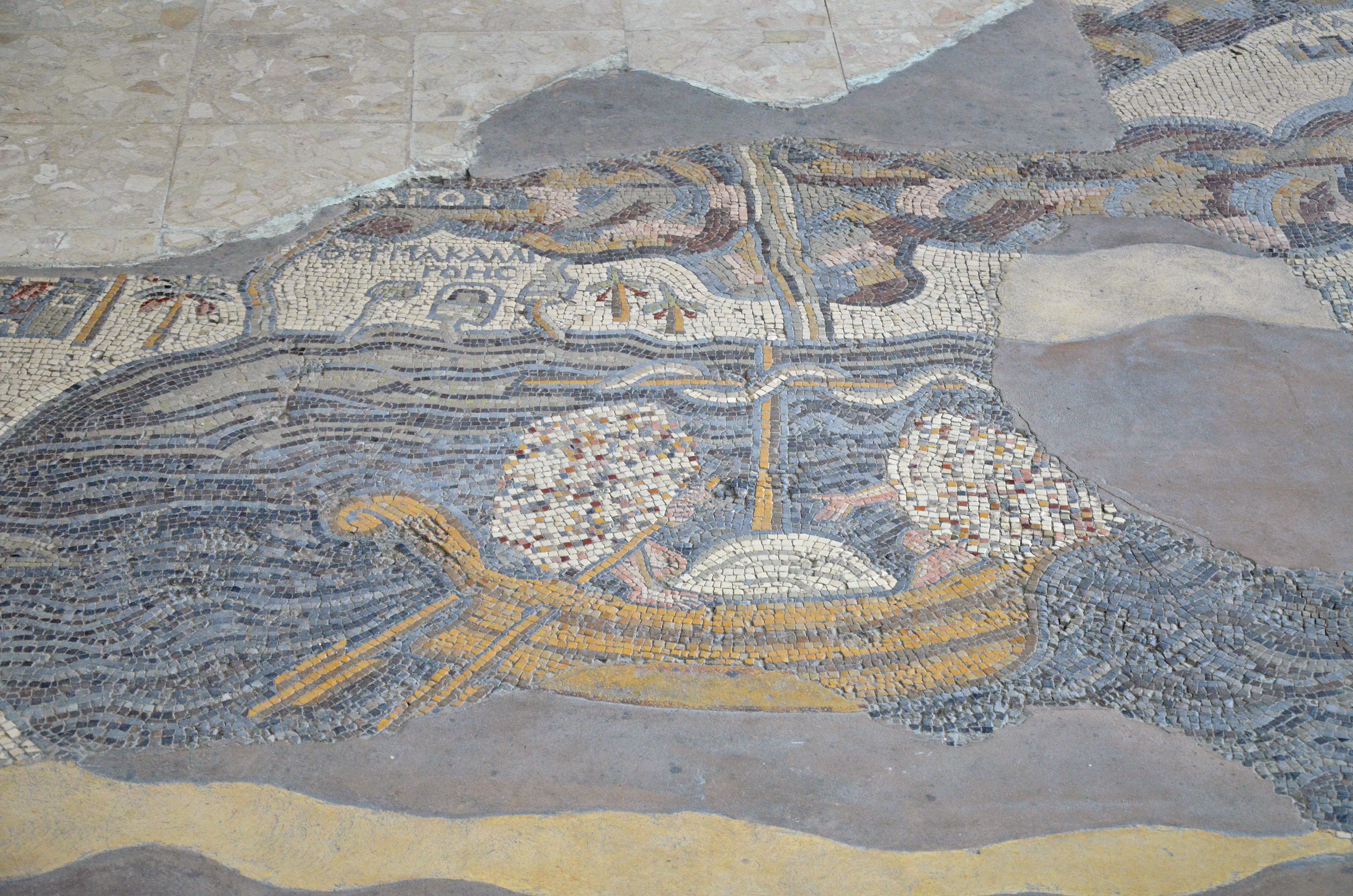
Las fluctuaciones del nivel del agua en el mar Muerto han servido para medir la cantidad y frecuencia de precipitaciones de esta zona para este periodo. (El Mapa de Madaba: Mar Muerto y Las Aguas Termales de Callirrhoe).